# Крсто Љубичић
Крсто Љубичић (1915—1937) био је студент Правног факултета у Загребу. Убили су га франковци (предратни усташе), јер се јавно декларисао као антифашиста. Био је једна од првих жртава фашизма на Загребачком универзитету.

## Биографија
Рођен је 20. марта 1915. године у Арбанасима код Задра, у сиромашној арбанашкој породици. Осим за њега, родитељи Крсто и Дила бринули су се за још шестеро браће и сестара. Након завршетка средње школе, Крсто је уписао Правни факултет у Загребу. Убрзо је постао члан левичарског студентског друштва „Свјетлост“.
Шпански грађански рат (1936—1939) потакао је заоштравање између студената антифашиста и фашиста. Симпатизери усташког покрета у Југославији, франковци, почели су са изазивањем немира и терора на Загребачком свеучилишту физичким нападима на студенте који су другачије мислили, уништавањем њихових публикација, онемогућавањем изласка на студентске изборе и остало. Студенти антифашисти ускоро су организовали самоодбрану и враћали франковцима истом мером.
Сукоб између две групе кулминисао је 14. априла 1937. године, када је група франковаца ножевима насмрт избола Крсту Љубичића. Наиме, 12. априла, клуб медицинара сазвао је митинг студената медицине на којем је у знак протеста што свеучилишне власти нису одговориле на захтеве студената, истакнуте у резолуцији од 24. јануара, требало прогласити једнодневни штрајк. Франковци су се забарикадирали у зграду факултета и провокацијама изазвали полицију на студенте. Поводом тога, 14. априла је на састанку „Свјетлости“ одлучено да се масовно супротставе терору франковаца. Сукоби су избили на тадашњем Тргу краља Александра I (данас Трг Републике Хрватске) код Хрватског народног казалишта, а у њима је учествовало преко 200 студената на обе стране. Након интервенције полиције и разбежавања студената, Крсто и његов друг Миливој Рукавина отишли су до Рукавининог стана. После тога је Крсто са Милорадом Пипером отишао на ручак, узео хлеб за вечеру и поздравио се с њим. Затим је кренуо према Студентском дому, сматрајући да је безбедан и да су тучњаве засад завршиле. Међутим, тада га је у пролазу код дома пресрела група франковаца и избола ножевима седам пута, од којих су четири убода била смртоносна.
Др Едхем Чамо, тадашњи студент и један од сведока убиства, рекао је:
| „ | Био сам у соби. Наједанпут сам зачуо повик: „Убише ме!“ Излетио сам напоље и видио како надстојник зграде брзо затвара врата, да не би што видио. Крсто је још држао крух, иако је већ пао. Над њим су с ножевима у руци стајали с једне стране Грга Ереш, а с друге стране Фрањо Невистић. Одмах су побјегли. Нетко је отрчао у управникову собу и телефонирао по кола за спасавање. Но било је касно. Крсто је већ био у агонији. | ” |

Иво Сарајчић је рекао:
| „ | Тек што сам сјео, зачуо сам трку по дворишту. Када сам се спремио и изашао из павиљона, већ су усташки кољачи били на улици. Грга Ереш је потрчао према надвожњаку, а Невистић и његова група према Свеучилишту. Крсто је био мртав. | ” |

### Сахрана и реакције
Левичари су некрологом, штампаним у облику летка, позвали Загрепчане на испраћај тела Крсте Љубичића, 16. априла. Од родбине, сахрани је присуствовао само Крстин брат Славко, јер породица није имала средства да свима омогући пут у Загреб. Након говора Максимилијана Баћеа пред просектуром на Шалати, око 10.000 људи испратило је у четвредоредима посмртне остатке Крсте Љубичића до Ветеринарског факултета на Савској цести, где је над телом покојника одржао опроштајни говор Јосип Шабан. После тога, поворка је Савском цестом корачала до Градске митнице на крају пута. Учесници сахране су се опростили од покојника, одржано је још неколико говора, након чега је аутомобил с телом наставио пут према Книну.
Тадашњи министар унутрашњих послова, Антон Корошец, укорио је бана Савске бановине, Ружића, јер полиција није предузела потребне мере да би се спречили изгреди комуниста на сахрани. Упркос томе што су комунисти имали црвене траке око руку и одржано је неколико противвладиних говора, полиција није интервенисала него само стајала са стране и посматрала пролазак поворке. Кружиле су гласине да је чак и међу полицијом било инфилтрисаних комуниста, који у знак солидарности са својим друговима нису ништа предузимали.

## Наслеђе
Група омладинаца на челу са Славком Комаром одлучила је да на месту, где су франковци убили Крсту Љубичића, врати фашистима истом мером, организовавши 4. августа 1941. године бомбашки напад на усташку колону.
У Задру, у Арбанасима је од 1960. до 1992. основна школа носила име Крсте Љубичића, а онда је променила име у ОШ Круне Крстића. Такође је и у Загребу постојала улица с његовим именом.
У Загребу, Прилазу Ђуре Дежелића 30, у дворишту дечјег вртића који је некада носио име Крсте Љубичића, налази се Крстина биста.
У Загребу испред данашњег Дома здравља у Руњаниновој улици тридесетак метара удаљеном од претежито студентског окупљалишта Криви пут, налази се споменик Крсти Љубичићу. На томе месту налазио се студентски дом у којему је Крсто Љубичић убијен, јер се јавно декларисао као антифашиста.
Текст на споменику гласи:
| „ | 14. травња 1937. убијен је на овом мјесту од руке клеро-фашиста млади комуниста студент Загребачког свеучилишта Крсто Љубичић који је била једна од првих жртава фашистичког терора дана у борби за сретну будућност наших народа. Поводом конгреса СКОЈ-а и Народне омладине подиже Мјесни комитет СКОЈ-а Загреб | ” |